# Megalestes chengi
Megalestes chengi là loài chuồn chuồn trong họ Synlestidae. Loài này được Chao mô tả khoa học đầu tiên năm 1947.